# Syssphinx xanthina
Syssphinx xanthina är en fjärilsart som beskrevs av Lemaire. Syssphinx xanthina ingår i släktet Syssphinx och familjen påfågelsspinnare. Inga underarter finns listade i Catalogue of Life.